# Bob Simcock
Pour les articles homonymes, voir Simcock.
Bob Simcock est un homme politique néo-zélandais né en 1947. Simcock est maire de la ville de Hamilton de mai 2007 à octobre 2010.
Simcock travaille comme fermier puis comme psychologue hospitalier avant de faire une carrière en politique. Il est élu sous les couleurs du parti national au parlement néo-zélandais en 1996 pour représenter la circonscription de Hamilton Ouest. Il bat le député sortant Martin Gallagher mais en 1999, le travailliste Gallagher reprend la circonscription. Simcock retourne toutefois au parlement national, élu sur la liste du parti national. Lors des législatives de 2002, la liste du parti national ne recueille pas assez de voix pour que Simcock retourne au parlement.
Simcock est élu au conseil municipal de Hamilton dans le faubourg ouest en 2004 et devient maire adjoint de Michael Redman la même année. En 2007, Redman démissionne de ses fonctions de maire et Simcock devient maire par intérim. Lors des élections municipales d'octobre 2007, Simcock est élu maire.
En octobre 2010, il perd l'élection municipale face à Julie Hardaker.